# Alice Havers
Pour les articles homonymes, voir Havers et Morgan.
Alice Mary Havers (Alice Mary Morgan après son mariage, 1850 - Londres, 26 août 1890) est une peintre et illustratrice anglaise. 

## Biographie
Alice Mary Havers est la troisième fille et la plus jeune d'une fratrie de quatre enfants née vers mai, en 1850, de Thomas Havers (1810-1870) de Thelton Hall (Thelveton, Norfolk), et de sa première épouse Ellen Ruding (1817-1854). Thomas travaille dans le commerce et l'administration d'entreprises et, au début de 1854, il accepte un poste de directeur de la Falkland Islands Company dans les îles Malouines. Il y emmène sa femme et ses enfants, ainsi qu'une gouvernante, Mary Coppinger, et une infirmière. 
Alice, ses deux sœurs et son frère demeurent dans les îles Malouines jusqu'en 1860. Leur mère Ellen y meurt en octobre 1854, environ huit mois après leur arrivée, et Thomas se remarie un an plus tard, en octobre 1855, avec la gouvernante. En 1860, Thomas est relevé de ses fonctions aux Malouines ; il trouve un nouveau poste chez de nouveaux employeurs à Montevideo, en Uruguay, où il installe sa famille. À la mort de Thomas à Montevideo en mars 1870 les enfants de son premier mariage, aujourd'hui jeunes adultes, et ses quatre enfants plus jeunes du deuxième, retournent tous en Angleterre en avril et mai de la même année. 
Alice entre à la School of Art de South Kensington, où elle obtient une bourse d'études la première année.
En avril 1872, elle épouse l'artiste Frederick Morgan (1847-1927). Après son mariage, elle continue d'être connue professionnellement sous son nom de jeune fille, bien qu'elle apparaisse parfois sous le nom de Mrs Frederick Morgan. 
En 1888, elle s'installe à Paris avec ses trois enfants, deux fils et une fille, attirée par l'école de peinture française. En 1889, elle demande le divorce, rendu définitif en juillet 1890. Sa vie et sa carrière sont cependant interrompues par sa mort soudaine à l'âge de 40 ans dans sa résidence de Marlborough Road, St John's Wood, à Londres, le 26 août 1890,. 

## Carrière
Havers expose pour la première fois à la Royal Society of British Artists, puis pour la première fois en 1873 à la Royal Academy. Elle expose également des aquarelles à la Dudley Gallery de Londres. L'une de ses premières œuvres, Ought and carry one, a été achetée par la reine Victoria. Elle atteint le succès et la popularité en réalisant des scènes de genre, surtout des femmes de village et de la campagne et des paysages ruraux. Dans son livre, At the Temple of Art: The Grosvenor Gallery, 1877-1890, Colleen Denney (en) rattache une partie de l’œuvre d'Havers au courant du Réalisme social (en).
Elle travaille également dans l'illustration de diverses publications. Elle illustre ainsi deux poèmes de Robert Louis Stevenson mais travaille également pour certaines des histoires écrites par sa sœur Dorothy Henrietta Boulger, qui édite sous le pseudonyme de « Theo Gift ». Elle est aussi engagée pour réaliser des programmes d'Opéra. 
En 1889, elle expose au Salon de Paris deux tableaux. L'un (déjà exposé à la Royal Academy en 1888), And Mary kept all these sayings in her heart (Et Mary garda toutes ces paroles dans son cœur), attire l'attention et est honorablement félicitée.
Son tableau Les Blanchisseuses fait partie des œuvres présentées dans le livre Women Painters of the World de 1905.

## Galerie

Peintures
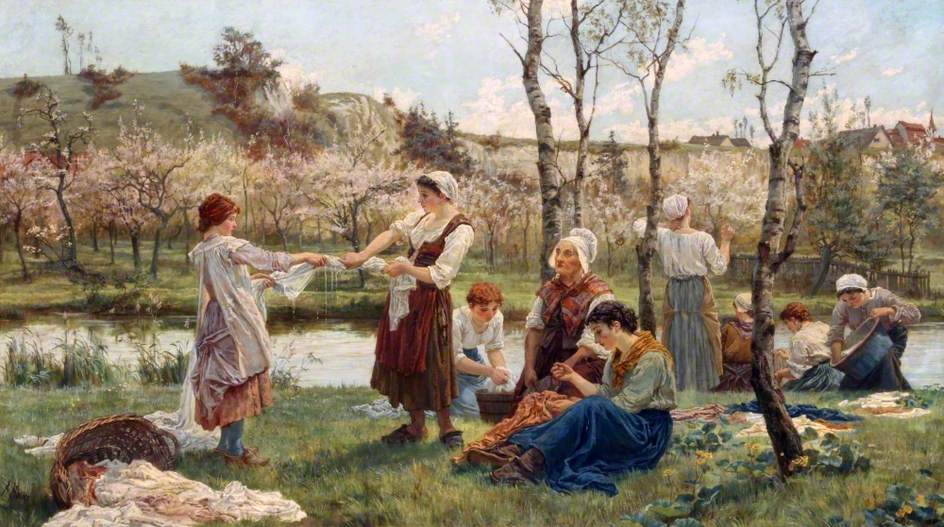
Les Blanchisseuses.
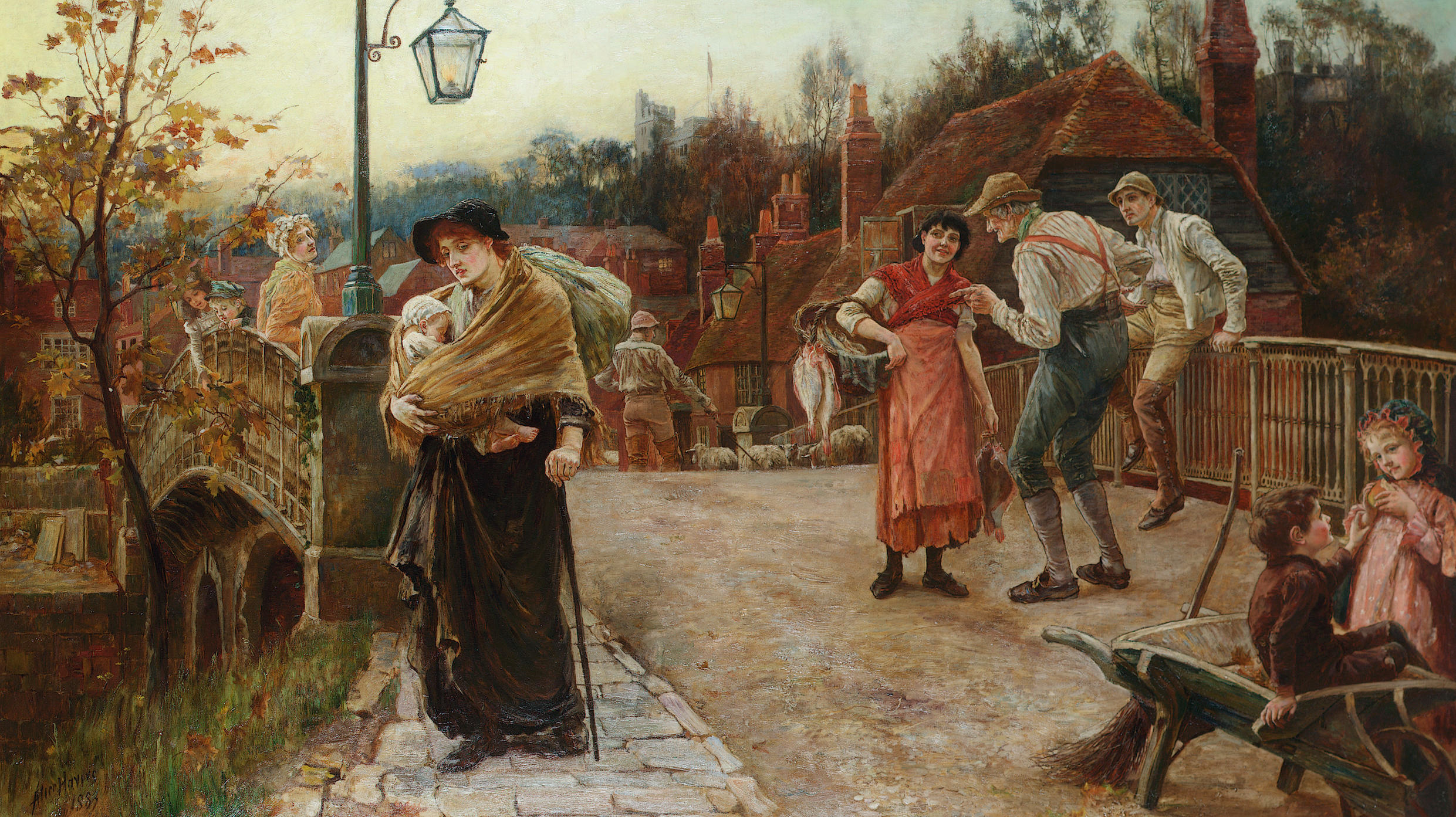
Belle of the village (1883)
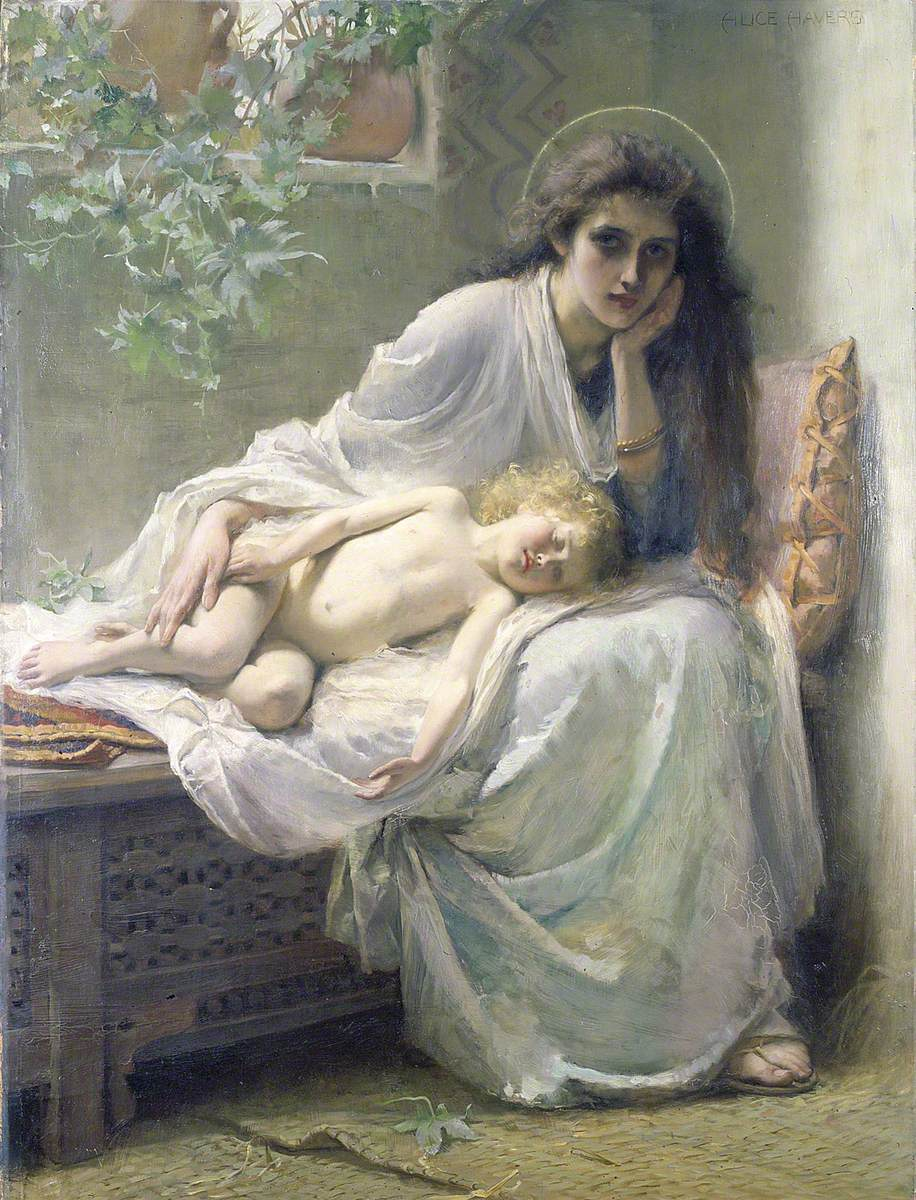
But Mary kept all these things and pondered them in her heart (1888)

Illustrations
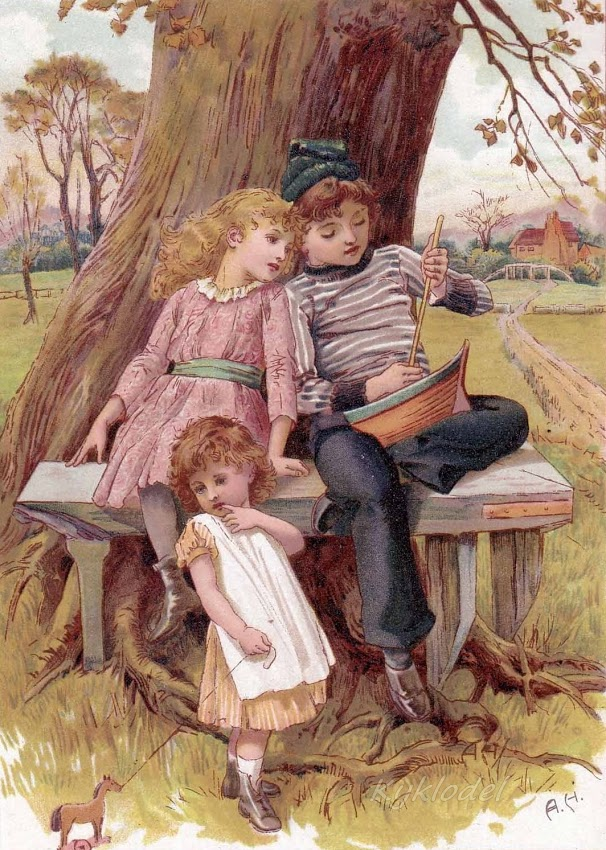
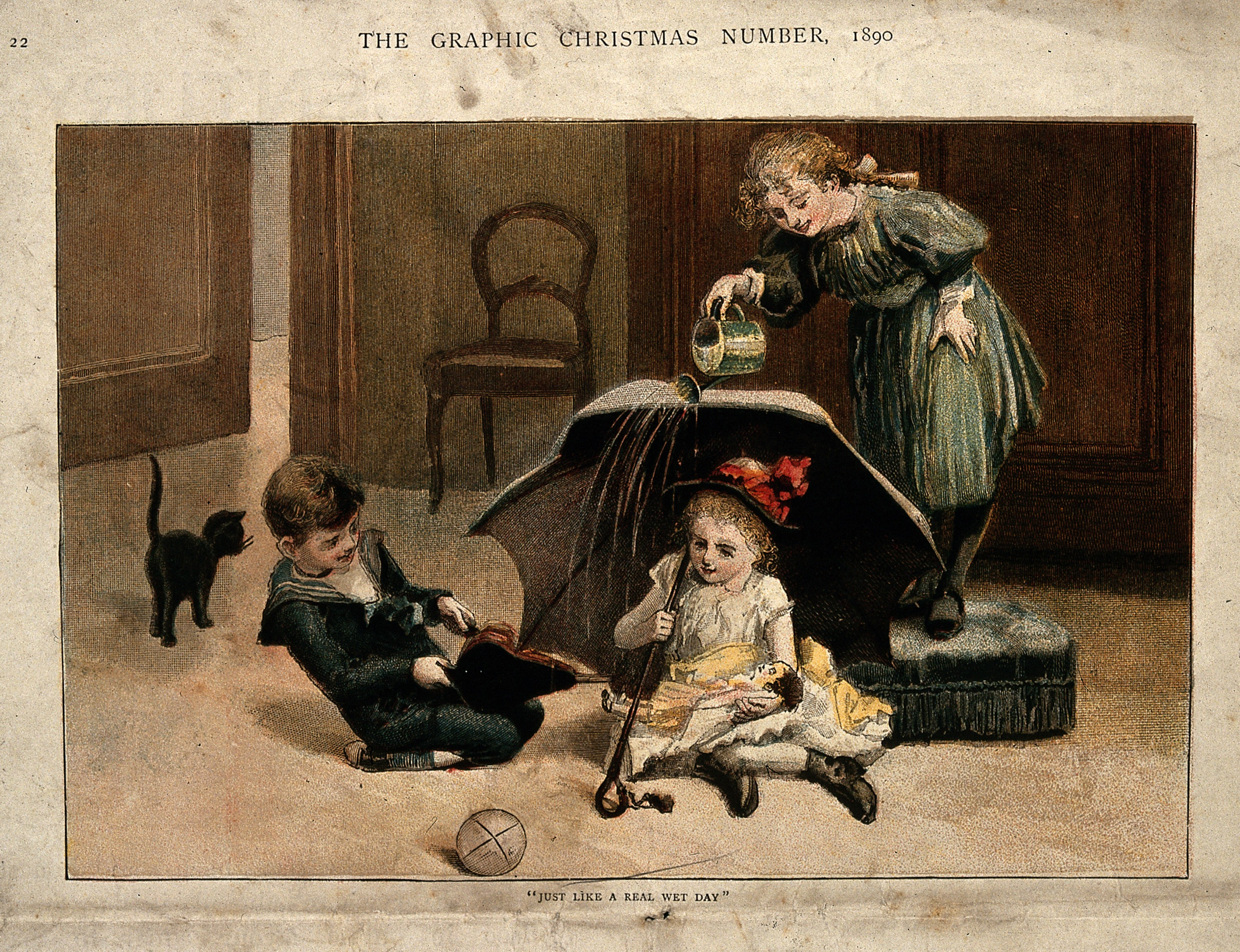
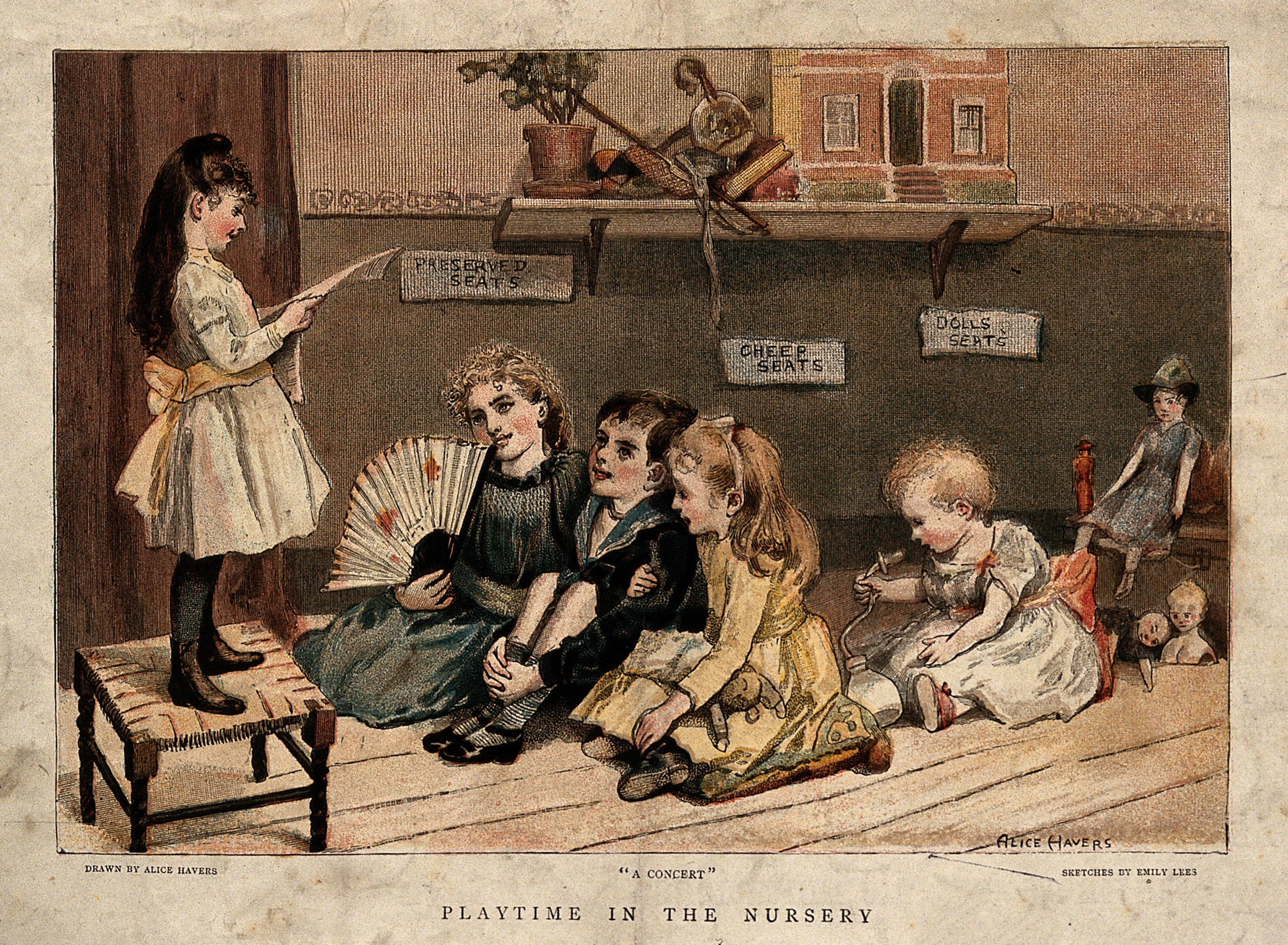